# Arthur Chickering
Arthur Merton Chickering (Danville, 23 marzo 1887 – Keene, 24 maggio 1974) è stato un aracnologo e zoologo statunitense.

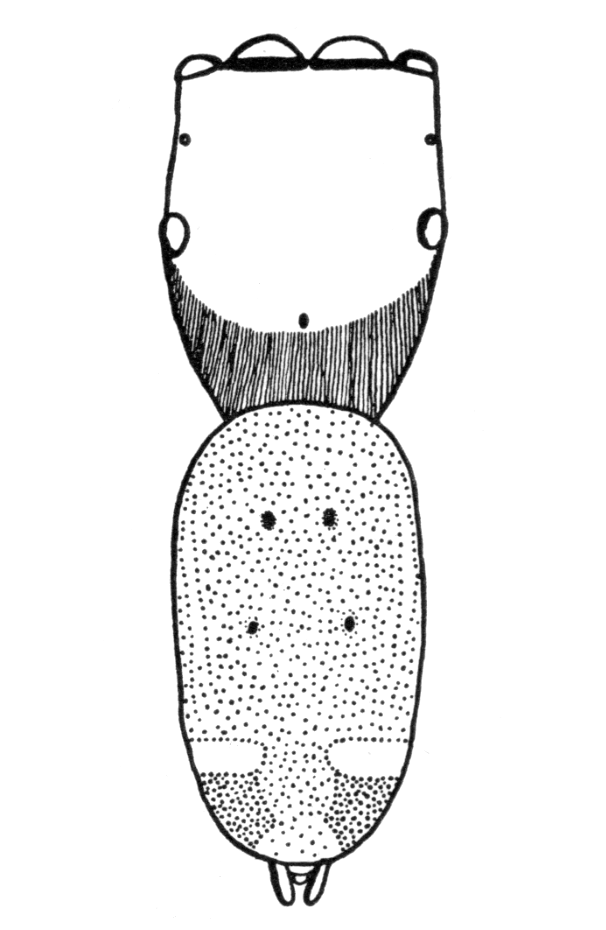
disegno originale di Arthur Chickering del 1946, raffigurante la parte dorsale del ragno salticida Donaldius lucidus

Ha avuto come maestro alla Yale University l'aracnologo Alexander Petrunkevitch che fino al 1913 ne diresse gli studi verso questa specifica materia.
Insegnò dal 1913 al 1918 al Benoit College e poi all'Albion College dove rimase fino al 1957. Ha effettuato molti viaggi in America centrale dal 1928 al 1964 alla continua ricerca di esemplari per le sue collezioni: spesso raccoglieva ragni e insetti fra i rifiuti. 
Mentre il collega Chamberlin non restituì alcune collezioni di aracnidi, ma vi studiò sopra classificando molte specie, Chickering preferì accumulare prima gli esemplari reperiti e poi classificarli negli ultimi anni di attività.
Chickering ha descritto ben 14 generi e 342 specie nell'arco temporale che va dal 1937 al 1972, quasi tutti dell'America centrale, Indie occidentali incluse.

## Specie e generi descritti
Ha descritto e denominato molti generi, fra i quali:
- Albionella Chickering, 1946 (Salticidae), (Araneae)
- Banksetosa Chickering, 1946 (Salticidae), (Araneae)
- Donaldius Chickering, 1946 (Salticidae), (Araneae)
- Mabellina Chickering, 1946 (Salticidae), (Araneae)
- Orvilleus Chickering, 1946 (Salticidae), (Araneae)
- Parachemmis Chickering, 1937 (Corinnidae), (Araneae)
- Toloella Chickering, 1946 (Salticidae), (Araneae)

## Portano il suo nome
In suo onore sono state denominati molti generi e specie di ragni fra cui:
- Albionella chickeringi Caporiacco, 1954 (Salticidae), (Araneae)
- Anelosimus chickeringi Levi, 1956 (Theridiidae), (Araneae)
- Corinna chickeringi (Caporiacco, 1955) (Corinnidae), (Araneae)
- Cesonia chickeringi Platnick & Shadab, 1980 (Gnaphosidae), (Araneae)
- Faiditus chickeringi (Exline & Levi, 1962) (Theridiidae), (Araneae)
- Anopsicus chickeringi Gertsch, 1982 (Pholcidae), (Araneae)
- Oonops chickeringi Brignoli, 1974 (Oonopidae), (Araneae)
- Symphytognatha chickeringi Forster & Platnick, 1977 (Symphytognathidae), (Araneae)